# Pseudorthocladius cristagus
Pseudorthocladius cristagus är en tvåvingeart som beskrevs av Elisabeth Stur och Ole Anton Saether 2004. Pseudorthocladius cristagus ingår i släktet Pseudorthocladius och familjen fjädermyggor. Inga underarter finns listade i Catalogue of Life.